# WordPress
WordPress è una piattaforma software di "blog" e content management system (CMS) open source ovvero un programma che, girando lato server, consente la creazione e distribuzione di un sito Internet formato da contenuti testuali o multimediali, gestibili ed aggiornabili in maniera dinamica. Inizialmente fu creato da Matt Mullenweg e distribuito con la licenza GNU General Public License. È sviluppato in PHP con appoggio al gestore di database MySQL.
È il CMS più utilizzato al mondo.

## Caratteristiche

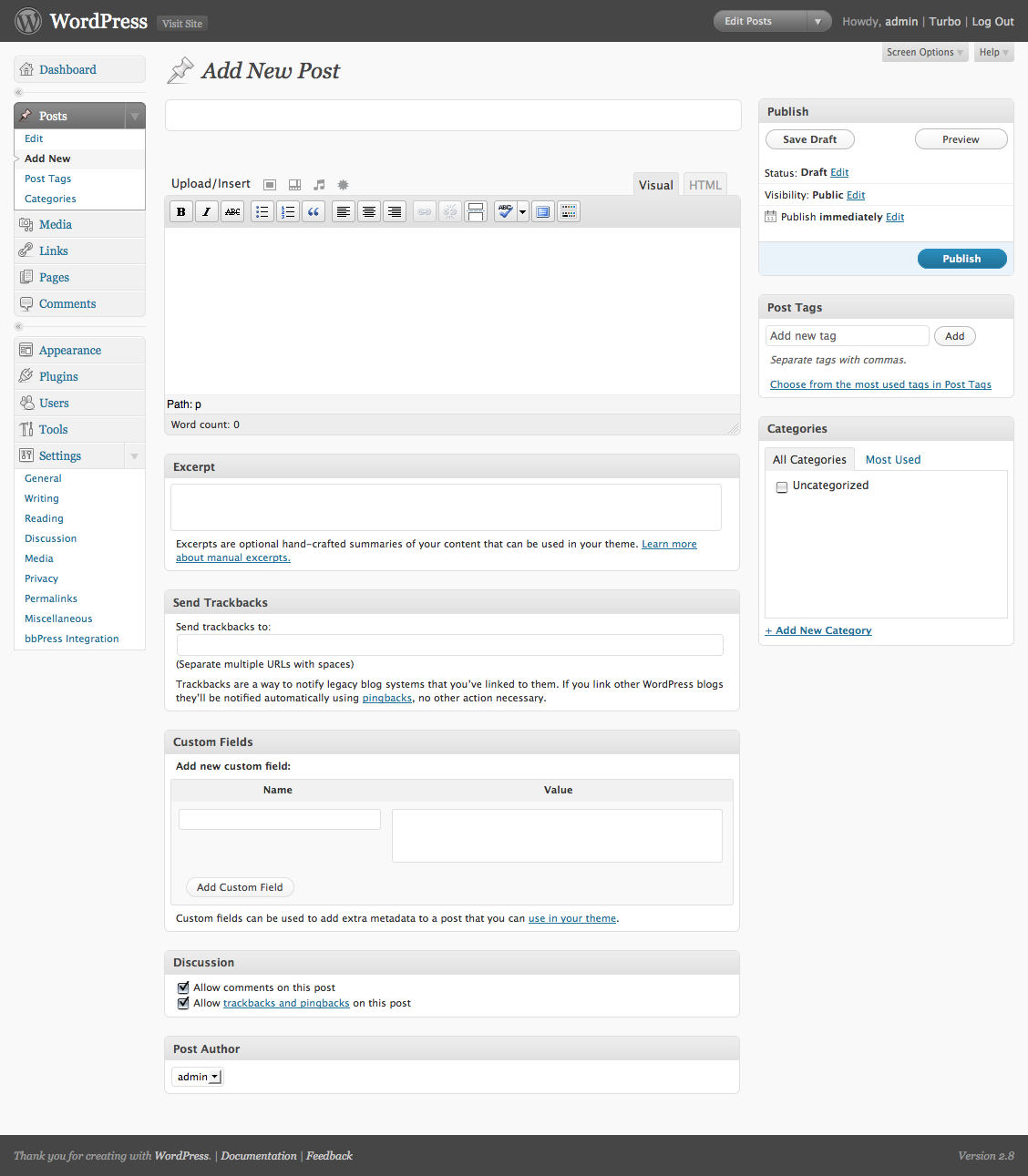
Interfaccia di amministrazione di WordPress, versione 2.8

- Estensione delle funzionalità tramite plugin[2];
- Disponibilità di temi gratuiti[3], e altri a pagamento, per personalizzare l'aspetto del blog;
- Gestione delle pagine con modelli;
- URL permanenti che aiutano l'ottimizzazione nei motori di ricerca;
- Gestione delle categorie;
- Funzioni di Trackback e Pingback;
- Editor WYSIWYG per la formattazione dei testi;
- Creazione di pagine statiche;
- Supporto multi-autori;
- Supporto multi-sito ( attivabile. dalla versione 3.0, o usando la variante WordPress MU);
- Log degli utenti che visitano il blog;
- Blocco di utenti in base all'indirizzo IP;
- Possibilità di specificare meta-tag;
- Dalla versione 3.7 è presente un sistema di aggiornamento automatico.
- Possibilità di convertire un sito statico in HTML in uno dinamico WP[4][5]

## Storia
La prima versione di WordPress fu pubblicata il 27 maggio 2003 dai fondatori Matt Mullenweg e Mike Little come fork di b2/cafelog. Il nome WordPress fu suggerito da Christine Selleck.

### WordPress 5.0
Dopo il rilascio di WordPress 5.0 Bebo, precedentemente noto come “Project Gutenberg”, WordPress ha apportato revisioni su come l'editor predefinito gestisce il contenuto di modifica all'interno di pagine e post. È in uso dal 2019 un editor basato sui blocchi, il quale consente agli utenti di modificare il contenuto visualizzato in un editor molto più user friendly rispetto alle iterazioni precedenti.

### Versioni
Le versioni di WordPress, a partire dalla versione 1.0, sono chiamate con nomi di musicisti jazz.
| Versione                                                 | Nome       | Data pubblicazione | Note |
| -------------------------------------------------------- | ---------- | ------------------ | --- |
| 0.7                                                      | nessuno    | 27 maggio 2003     | Utilizza la stessa struttura di file del suo predecessore, b2/cafelog, e continua la numerazione dalla sua ultima release, 0.6.. |
| 1.0                                                      | Miles      | 3 gennaio 2004     | |
| 1.2                                                      | Mingus     | 22 maggio 2004     | Aggiunto il supporto ai plugin. |
| 1.5                                                      | Strayhorn  | 17 febbraio 2005   | Aggiunte una serie di funzioni basilari, come la capacità di gestire pagine statiche e un sistema di temi/templates. Utilizza un nuovo tema di default (nome in codice Kubrick) progettato da Michael Heilemann. |
| 2.0                                                      | Duke       | 31 dicembre 2005   | Aggiunto l'editor visuale, migliorati gli strumenti di amministrazione, il caricamento di immagini e il sistema di importazione, completamente revisionato il back-end, e vari miglioramenti per gli sviluppatori di plugin. |
| 2.1                                                      | Ella       | 22 gennaio 2007    | Corretti i problemi di sicurezza, interfaccia ridisegnata, potenziati gli strumenti di editing visuale (tra cui il controllo ortografico integrato e il salvataggio automatico) e migliorate le opzioni di gestione dei contenuti. |
| 2.2                                                      | Getz       | 16 maggio 2007     | Aggiunto il supporto dei widget per i templates, aggiornato il supporto ai feed Atom e ottimizzazioni di velocità. |
| 2.3                                                      | Dexter     | 24 settembre 2007  | Aggiunto il supporto nativo ai tag, nuovo sistema di tassonomia per le categorie, e notifica semplificata degli aggiornamenti, supporta pienamente Atom 1.0, con il protocollo di pubblicazione, e alcune correzioni di sicurezza importanti. |
| 2.5                                                      | Brecker    | 29 marzo 2008      | L'interfaccia di amministrazione è stata completamente ridisegnata e il sito web WordPress corrisponde al nuovo stile. |
| 2.6                                                      | Tyner      | 15 luglio 2008     | Aggiunte nuove caratteristiche che rendono WordPress un potente CMS: è ora possibile tenere traccia delle modifiche dei post e delle pagine, consente una scrittura dei post semplificata da qualsiasi punto della rete. |
| 2.7                                                      | Coltrane   | 11 dicembre 2008   | Interfaccia di amministrazione completamente ridisegnata, aggiunti gli aggiornamenti automatici e l'installazione di plugin, dall'interno dell'interfaccia di amministrazione. |
| 2.8                                                      | Baker      | 10 giugno 2009     | Miglioramenti in termini di velocità, aggiunta l'installazione automatica di temi dall'interno dell'interfaccia di amministrazione, introdotto l'editor CodePress per l'evidenziazione della sintassi e un'interfaccia widget ridisegnata. |
| 2.9                                                      | Carmen     | 19 dicembre 2009   | Aggiunto l'undo globale, editor di immagini integrato, aggiornamento in gruppo dei plugin in batch. |
| 3.0                                                      | Thelonious | 17 giugno 2010     | Aggiunta una nuova interfaccia applicativa di programmazione (API) per i temi, creata la nuova funzionalità multi-sito unendo WordPress e WordPress MU, aggiunto un nuovo tema di default chiamato "Twenty Ten", alleggerita l'interfaccia di amministrazione. |
| 3.1                                                      | Reinhardt  | 23 febbraio 2011   | Aggiunta la Barra di amministrazione, visualizzata su tutte le pagine del blog, quando un amministratore è connesso. Aggiunti i Post Format, una funzionalità di micro-blogging che semplifica funzionalità come l'aggiunta di commenti e l'esecuzione di aggiornamenti. Ridisegnato il workflow dei link interni, facilitando i collegamenti a post e pagine esistenti, migliorata l'interfaccia di scrittura. |
| 3.2                                                      | Gershwin   | 4 luglio 2011      | Versione di ottimizzazione per rendere WordPress più veloce e più leggero. Pubblicata solo quattro mesi dopo la versione 3.1, riflette la crescente velocità di sviluppo nella comunità di WordPress. |
| 3.3                                                      | Sonny      | 12 dicembre 2011   | Versione focalizzata a rendere WordPress più amichevole per i principianti e per gli utenti di tablet. |
| 3.4                                                      | Green      | 13 giugno 2012     | Versione di miglioramento della personalizzazione dei temi, e supporto all'integrazione di Twitter. |
| 3.5                                                      | Elvin      | 11 dicembre 2012   | Aggiunto il supporto per i display Retina; selettore di colori; nuovo tema: Twenty Twelve; migliorato il workflow delle immagini. |
| 3.6                                                      | Oscar      | 1º agosto 2013     | Nuovo tema Twenty Thirteen; miglioramenti all'interfaccia di amministrazione e ai menu di interfaccia utente, aggiornamento dell'interfaccia utente dei post formats. Salvataggio automatico e post locking migliorano l'uso quando diversi autori lavorano sullo stesso post. |
| 3.7                                                      | Basie      | 24 ottobre 2013    | Presenta alcuni tra i più importanti aggiornamenti architetturali fatti finora. Aggiornamenti automatici: la maggior parte dei siti effettuano automaticamente gli aggiornamenti in background. Miglioramento del supporto alle versioni localizzate: installazione automatica dei file di lingua. |
| 3.8                                                      | Parker     | 12 dicembre 2013   | Interfaccia di amministrazione ridisegnata e migliorata: supporta il design responsivo a favore dei dispositivi mobili; uso del carattere Open Sans e nuovi schemi di colore. È la seconda pubblicazione effettuata con il processo di sviluppo plugin-first, ovvero una funzionalità viene prima sperimentata sotto forma di estensione e in un secondo momento integrata in WordPress. Interfaccia di gestione dei temi ridisegnata. Nuovo tema di default: Twenty Fourteen. |
| 3.9                                                      | Smith      | 15 aprile 2014     | Nuove funzionalità come l'anteprima live dei widget ed il nuovo installer dei temi; accorgimenti alla UI della modifica delle immagini e ripristino di opzioni avanzate per la visualizzazione delle immagini. |
| 4.0                                                      | Benny      | 4 settembre 2014   | Migliorata la gestione dei media, la gestione degli incorporamenti, l'interfaccia di scrittura e la ricerca dei plugin. |
| 4.1                                                      | Dinah      | 18 dicembre 2014   | Aggiunta interfaccia di scrittura senza distrazioni, migliorato supporto dei caratteri di altre lingue, possibilità di eseguire il logout da altri PC, incorporamento di video da Vine incollando il link, raccomandazione di plugin. |
| 4.2                                                      | Powell     | 23 aprile 2015     | Aggiunto il supporto ai caratteri giapponesi, cinesi e coreani, creata condivisione di contenuti del web con il pulsante Press this, creata anteprima dei temi, velocizzazione dell'aggiornamento e installazione dei plugin. |
| 4.3                                                      | Billie     | 18 agosto 2015     | Possibilità di caricare l'icona del sito (favicon) a prescindere dal tema, miglioramento del menu con anteprima in tempo reale, formattazione del testo più veloce tramite il riconoscimento in tempo reale dei tag di WordPress, migliorato l'approccio alle password, link di reset password inviato via email. |
| 4.4                                                      | Clifford   | 9 dicembre 2015    | Introdotto il nuovo tema twenty sixteen, tema responsive, e sono state implementate altre funzioni relative all'editor. |
| 4.5                                                      | Coleman    | 12 aprile 2016     | Implementate migliorie al sistema responsive, all'editor e alla gestione media. |
| 4.6                                                      | Pepper     | 16 agosto 2016     | Possibilità di aggiornamenti inline, font nativi, miglioramento dell'editor con verifica link e recovery del contenuto e altri aggiornamenti. |
| 4.7                                                      | Vaughan    | 6 dicembre 2016    | Introdotto il nuovo tema di default "Twenty Seventeen", supporto video, preview PDF, personalizzazione CSS nella live preview, migliorie nell'editor ed altri aggiornamenti minori. |
| 4.8                                                      | Evans      | 8 giugno 2017      | Introduzione di un editor next-gen. Aggiunte caratteristiche incluse in TinyMCE come link inline ed altro. Nuovi widget media e widget di testo con editor WYSIWYG. IE 8,0 e 10 non più supportati. |
| 4.9                                                      | Tipton     | 15 novembre 2017   | Flusso di lavoro personalizzato migliorato. Evidenziazione della sintassi e controllo degli errori per l'editor CSS e il widget HTML Personalizzato. Nuovo widget Galleria e pulsante "Aggiungi Media" per il widget di testo. Cambio di temi più affidabile e processo di creazione dei menu più fluido. |
| 5.0                                                      | Bebo       | 6 dicembre 2018    | Nuovo Editor Gutemberg basato su Blocchi e nuovo tema "Twenty Nineteen". |
| 5.1                                                      | Betty      | 21 febbraio 2019   | Aggiornamento a PHP 7.3 obbligatorio e migliorie al sistema Block Editor |
| 5.2                                                      | Jaco       | 7 maggio 2019      | Include controllo stato di salute del sito, protezione da errori PHP (evita lo "schermo bianco della morte"), directory con tutti i nuovi blocchi, aggiornamento pacchetto firme |
| 5.3                                                      | Kirk       | 12 novembre 2019   | Rende le interfacce utente più user friendly. Nuovo tema predefinito "Twenty Twenty", disegnato da Anders Norén. |
| 5.4                                                      | Adderley   | 31 marzo 2020      | Blocchi di icone e pulsanti social aggiunti, personalizzazione dei blocchi e interfaccia utente migliorata, funzionalità aggiunte per l'esportazione dei dati personali, campi personalizzati per le voci di menu, miglioramenti dei blocchi per gli sviluppatori. |
| 5.5                                                      | Eckstine   | 11 agosto 2020     | Aggiunte immagini a caricamento lento, sitemap XML per impostazione predefinita, aggiornamenti automatici a plugin e temi e miglioramenti all'editor di blocchi. |
| 5.6                                                      | Simone     | 8 dicembre 2020    | Nuovo tema predefinito "Twenty Twenty-One", miglioramenti di Gutenberg, aggiornamenti automatici per le versioni principali, maggiore supporto per PHP 8, password delle applicazioni per l'autenticazione API REST, accessibilità migliorata. |
| 5.7                                                      | Esperanza  | 9 marzo 2021       | Il nuovo editor è più facile da usare, consente di fare di più senza scrivere codice personalizzato, una tavolozza dei colori predefinita più semplice, da HTTP a HTTPS con un solo clic, nuova API Robots, caricamento lento degli iframe e pulizia continua dopo l'aggiornamento a jQuery 3.5.1. |
| 5.8                                                      | Tatum      | 20 luglio 2021     | Widget di blocco, blocchi di loop di query, temi di blocco, Visualizzazione elenco, Trasformazioni di pattern, Duotone, nuovo file theme.json, supporto IE11 eliminato, supporto immagine WebP, nuovi flag di supporto blocco. |
| 5.9                                                      | Joséphine  | 25 gennaio 2022    | Introduzione di nuovi blocchi per il sito e la modifica del design, menu di navigazione, interfaccia per theme.json, strumenti aggiuntivi per il design e un nuovo blocco per la galleria. |
| 6.0                                                      | Arturo     | 24 maggio 2022     | Miglioramenti alla scrittura di Gutenberg, variazioni di stile multiple e opzioni di modello espanse per temi a blocchi, modelli integrati, strumenti di progettazione aggiuntivi, selezioni multiple di blocchi dalla vista elenco, blocco dei blocchi e varie prestazioni e miglioramenti dell'accessibilità. |
| 6.1                                                      | Misha      | 1 novembre 2022    | Miglioramenti alla scrittura di Gutenberg, strumenti di progettazione per una maggiore coerenza e controllo, layout più puliti e visualizzazione delle impostazioni del documento, gestione dei menu, tipografia fluida, segnaposti di blocco migliorati e preset di spaziatura. |
| 6.2                                                      | Dolphy     | 29 marzo 2023      | Interfaccia dell'editor del sito rinnovata, blocco di navigazione migliorato, inseritore di blocchi e barra laterale delle impostazioni dei blocchi organizzata con schede per le impostazioni e gli stili. Sono inoltre disponibili una raccolta di modelli di intestazione e piè di pagina per i temi dei blocchi, l'integrazione dei media Openverse e la modalità Distraction Free per la scrittura. Il nuovo Style Book offre una panoramica completa dell'aspetto di ogni blocco della libreria del sito e gli utenti possono ora copiare e incollare gli stili e aggiungere CSS personalizzato per avere un maggiore controllo sull'aspetto del sito. Altre caratteristiche includono il posizionamento appiccicoso per i blocchi di gruppo di primo livello, le opzioni per importare i widget preferiti dai temi classici e i font locali nei temi WordPress predefiniti per una migliore privacy con Google Fonts incluso. |
| 6.3                                                      | Lionel     | 8 agosto 2023      | Gestione completa dei contenuti tramite l'Editor del sito, anteprima del tema dei blocchi, nuova sezione I miei modelli per salvare le disposizioni dei blocchi, gestione dei modelli e delle preferenze dell'editor tramite la Paletta dei comandi, strumenti di progettazione e flusso di lavoro migliorati, nuovo blocco Note a piè di pagina e Dettagli, miglioramenti delle prestazioni e dell'accessibilità. Impostazioni del rapporto d'aspetto delle immagini, modifica senza distrazioni per l'Editor del sito, barra degli strumenti superiore aggiornata, visualizzazione elenco migliorata, creazione di modelli. |
| 6.4                                                      | Shirley    | 7 novembre 2023    | Nuovo tema predefinito “Twenty Twenty-Four”, miglioramenti della scrittura, palette dei comandi migliorata, filtraggio avanzato dei modelli, strumenti di progettazione dei blocchi ampliati, funzioni di lightbox delle immagini, rinominazione dei blocchi di gruppo, anteprime delle immagini nella vista Elenco, esportazione dei modelli personalizzati come file JSON, nuova funzione Ganci dei blocchi e vari miglioramenti delle prestazioni e dell'accessibilità. |
| 6.5                                                      | Regina     | 2 aprile 2024      | Gestione dei font di Google tramite la Libreria dei font, visualizzazione di timestamp, riepiloghi rapidi e cronologia delle revisioni tramite il Libro di stile, strumenti di sfondo migliorati, rapporti di aspetto e ombreggiature dei riquadri per i layout e i gruppi di blocchi, visualizzazioni dei dati, trascinamento migliorato, controlli dei collegamenti migliorati, nuove API per l'interattività e i binding dei blocchi, nuovi strumenti di aspetto per i temi classici senza usare theme.json, dipendenze dei plugin e vari miglioramenti delle prestazioni e dell'accessibilità. |
| 6.6                                                      | Dorsey     | 16 luglio 2024     | Ulteriori scelte di palette di colori e set di caratteri, anteprime rapide per le pagine, rollback per gli aggiornamenti automatici dei plugin, sovrascrittura dello stile del blocco e vari miglioramenti delle prestazioni e dell'accessibilità. |
| 6.7                                                      | Rollins    | 12 novembre 2024   | Nuovo tema predefinito “Twenty Twenty-Five”, anteprima Zoom Out, campi personalizzati per i blocchi, preimpostazioni delle dimensioni dei caratteri per gli stili, supporto per le immagini HEIC e vari miglioramenti delle prestazioni e dell'accessibilità. |
| Legenda:Vecchia versioneVersione correnteVersione futura |            |                    | |

## Multi-blogging
WordPress permette di creare un solo blog per ogni installazione, anche se diverse installazioni possono convivere sullo stesso server e nello stesso dominio, in directory e database separati.
WordPress Multi-User o WordPress MU è la piattaforma multi-blogging derivata da WordPress. Consente infatti di gestire con una sola installazione un network di blog, amministrati tutti tramite un unico pannello. Nonostante non sia supportato dal core di WordPress è possibile avere anche più installazioni di WordPress che condividono gli stessi utenti e lo stesso database con un'unica autenticazione.
Dalla Versione 3.0 le versioni di WordPress e WordPress MU vengono integrate in quanto tramite la modifica del file wp-config.php è possibile attivare la modalità network nella propria installazione di WordPress.

## I plugin di WordPress
WordPress permette di realizzare portali web con l'ausilio di opportuni plugin. Si tratta di moduli che estendono le funzionalità dell'applicativo e aggiungono nuove caratteristiche ed elementi ai siti realizzati. Per esempio esistono plugin, gratuiti o a pagamento, che estendono le funzionalità dell'editor integrato di WordPress, o che permettono di inserire funzionalità di gestione SEO al sito, o di inserire uno slideshow nelle pagine del sito realizzato con WordPress regolandone le caratteristiche in modalità drag and drop direttamente dall'editor integrato.
Esistono plugin che consentono anche di trasformare un sito sviluppato in WordPress in un e-commerce a tutti gli effetti.
Molto spesso capita che nei plugin gratuiti siano presenti dei link verso il sito di chi lo ha realizzato: è considerata come una forma di link building.
Iscrivendosi dal portale wordpress.com è possibile creare un sito utilizzando WordPress gratuitamente, ma non è possibile usufruire dei plugin per aggiungere funzionalità. Per poterli utilizzare è necessario sottoscrivere un piano a pagamento sul portale di WordPress oppure comprare un servizio di hosting, che supporti PHP e MySQL e scaricare nel proprio spazio web il software WordPress.
Il sito può essere esposto a rischi o attacchi come virus, spam, violazioni di password e login, furto di informazioni e dati. Per questo è sempre utile installare un plugin per la sicurezza al fine di migliorare ed estendere le funzioni di sicurezza base di WordPress.
Fondamentale è mantenere sempre aggiornato il proprio sito. Durante gli aggiornamenti le pagine non sono disponibili e verrà quindi utilizzato un plugin per mostrare la modalità in manutenzione. È possibile ricorrere a questo tipo di plugin anche per il ripristino del sito e per il backup.
I plugin per l'interazione con gli utenti sono il modo migliore per avvicinarsi ai visitatori del sito. Infatti permettono di conoscere le loro opinioni, lamentele e suggerimenti. I moduli di contatto sono quelli più utilizzati perché sono molto intuitivi e migliorano la comunicazione tra utenti.
Esistono molti tipi di plugin, ma l'importante è scegliere quello più adatto alle proprie esigenze e che consenta di raggiungere l'obiettivo prefissato. Nella scelta occorre quindi valutare la funzione svolta, la compatibilità con il sistema, il numero di installazioni attive con le rispettive recensioni e la valutazione media.

### WooCommerce
WooCommerce è un plugin di ecommerce open source per WordPress. Lanciato il 27 settembre 2011, il plugin è diventato rapidamente popolare per la sua semplicità di installazione, personalizzazione e per il prodotto di base gratuito. Il software è stato inizialmente sviluppato dallo sviluppatore di temi di WordPress, WooThemes, che ha assunto Mike Jolley e James Koster, sviluppatori di Jigowatt, per lavorare su un fork di Jigoshop, che è diventato WooCommerce.
Nel mese di novembre 2014, il primo WooConf, una conferenza su WooCommerce, si è tenuto a San Francisco. Ha attirato 300 partecipanti.
Nel 2015 le statistiche mostrano che la percentuale di negozi online che utilizzano WooCommerce tramite il plug-in di Wordpress.org è superiore al 30%. La quota di mercato del 2019 per WooCommerce è il 22% del primo milione di siti che utilizzano tecnologie di e-commerce.
Nel maggio 2015 WooThemes e WooCommerce sono stati acquisiti da Automattic, operatore di WordPress.com e collaboratore principale del software WordPress. Da allora WooCommerce ha continuato a guadagnare quote di mercato fino a diventare una delle principali piattaforme di e-commerce su Internet, raggiungendo nel 2022 una quota pari al 29% di tutti i siti web che fanno uso di ecommerce; a seguire Shopify con il 19% del totale..
Nel dicembre 2020 WooCommerce ha acquisito MailPoet, un popolare plugin per la gestione delle newsletter di WordPress.

### Wordpress e il Fediverso
Ci sono anche vari plugin per collegare WordPress con il Fediverso, e per interagire quindi con strumenti come Mastodon, Pleroma, Funkwhale o PeerTube.

## SEO
Wordpress è ritenuto da alcuni il migliore per l'ottimizzazione per i motori di ricerca . Il software integra sistemi per la generazione automatica di meta tag e di HTML semantico. Queste funzionalità possono inoltre essere estese tramite plug-in dedicati.

## Temi
Gli utenti di WordPress possono installare e passare da un tema all'altro. I temi consentono agli utenti di modificare l'aspetto e la funzionalità di un sito web WordPress senza alterare il codice principale o il contenuto del sito. Ogni sito web WordPress richiede la presenza di almeno un tema e ogni tema deve essere progettato utilizzando gli standard di WordPress con PHP strutturato, HTML valido (HyperText Markup Language) e Cascading Style Sheets (CSS). I temi possono essere installati direttamente utilizzando lo strumento di amministrazione "Aspetto" di WordPress nella dashboard, oppure le cartelle dei temi possono essere copiate direttamente nella directory dei temi, ad esempio, tramite FTP. Il PHP, HTML e CSS trovato nei temi può essere modificato direttamente per alterare il comportamento del tema, oppure un tema può essere un tema "figlio" che eredita le impostazioni da un altro tema e ignora selettivamente le funzionalità. I temi WordPress sono generalmente classificati in due categorie: gratuiti e premium. Molti temi gratuiti sono elencati nella directory dei temi di WordPress (nota anche come repository) e i temi premium sono disponibili per l'acquisto dai marketplace e dai singoli sviluppatori di WordPress. Gli utenti di WordPress possono anche creare e sviluppare i propri temi personalizzati. Il tema gratuito Underscores creato dagli sviluppatori di WordPress è diventato una base popolare per nuovi temi.

## La differenza tra WordPress.org e WordPress.com
WordPress.org è il sito da cui viene distribuita la versione ufficiale, gratuita, del software WordPress. Il sito WordPress.org è proprietà della WordPress Foundation che coordina lo sviluppo del progetto WordPress e lo finanzia.
WordPress.com è invece un sito della società Automattic che offre piani di hosting online con una versione modificata (ridotta) di WordPress. WordPress.com può utilizzare il marchio WordPress perché la società Automattic è stata fondata da Matt Mullenweg, cofondatore del progetto WordPress.
|        | Wordpress.com | Wordpress.org |
| ------ | --- | --- |
| Pro    | - Offre il proprio hosting, quindi non è necessario cercare un provider di hosting esterno quando ci si registra per un nuovo account. - Non si è responsabili per la manutenzione o la sicurezza: WordPress.com gestisce tutto. | - Si possono installare i propri temi e plugin. - Si può utilizzare qualsiasi web hosting, quindi anche un hosting molto economico. - Si può modificare qualsiasi cosa del sito: non ci sono limitazioni arbitrarie su ciò che si può fare. Si ha in pratica il controllo assoluto. |
| Contro | - Non si può installare i propri temi e plugin a meno che non si paghi per i piani Business o eCommerce. - Non si possono aggiungere determinati tipi di codice, accedere al proprio sito tramite FTP o apportare altre modifiche simili a meno che non si paghi per i piani Business o eCommerce. - Costi potenzialmente alti. - Si è soggetti ai Termini di servizio di WordPress.com. Sebbene questi termini non siano eccessivamente rigidi, limitano il tipo di contenuto che il sito può avere. | - Responsabilità della manutenzione e della protezione del sito (a meno che non si paghi per un host WordPress di tipo premium). Si dovrà autonomamente eseguire il backup dei dati, aggiornare il software WordPress, ecc.                                                         |

## Altre funzionalità

### Applicazioni mobili
Esistono app per smartphone per WordPress per WebOS,  Android, iOS (iPhone, iPod Touch, iPad), Windows Phone e BlackBerry. Queste applicazioni, progettate da Automattic, hanno opzioni come l'aggiunta di nuovi post e pagine di blog, commenti, moderazione dei commenti, risposta ai commenti oltre alla possibilità di visualizzare le statistiche.

### Accessibilità
Il team per l'accessibilità di WordPress ha lavorato per migliorare l'accessibilità per il core di WordPress e per supportare una chiara identificazione dei temi accessibili. Il team per l'accessibilità di WordPress fornisce supporto educativo continuo sull'accessibilità web e sul design inclusivo. Gli standard di codifica per l'accessibilità di WordPress affermano che "Tutto il codice nuovo o aggiornato rilasciato in WordPress deve essere conforme alle Linee guida per l'accessibilità dei contenuti Web 2.0 a livello AA".

### Struttura
WordPress offre anche la gestione dei collegamenti integrata, la possibilità di assegnare più categorie ai post e supporto per la codifica dei post. Sono inclusi anche filtri automatici, che forniscono una formattazione e uno stile standardizzati del testo nei post (ad esempio, la conversione di citazioni normali in virgolette intelligenti). WordPress supporta anche gli standard Trackback e Pingback per la visualizzazione di collegamenti ad altri siti che sono a loro volta collegati a un post o a un articolo. I post di WordPress possono essere modificati in HTML, utilizzando l'editor visuale o utilizzando uno dei numerosi plug-in che consentono una varietà di funzionalità di modifica personalizzate.

## Performance
Le cause principali per un sito lento fatto in WordPress (ma valgono per molti altri CMS) sono:
- Hosting: quando il server di web hosting non è configurato correttamente può danneggiare la velocità del sito web
- Configurazione: se il sito non usa pagine memorizzate nella cache sovraccaricherà il server, causando la lentezza o il blocco del sito web
- Immagini pesanti: a una risoluzione alta (adatta per la stampa ma non per il web) e/o una dimensione ampia e/o mancato uso degli Sprite CSS per evitare molte chiamate al server[71]
- Riproduzione automatica dei video all'arrivo dell'utente e video ospitati sul proprio server anziché incorporato da YouTube, Vimeo o altri servizi esterni[72]
- Plugin non validi e/o non aggiornati: se si utilizzano plugin mal codificati e/o obsoleti il sito web può rallentare notevolmente
- Script esterni: annunci, caricatori di caratteri, ecc. possono avere un enorme impatto sulle prestazioni del sito web. Ad esempio utilizzare troppi font incorporati con Google Fonts[73] o altri plugin di incorporazione[74] font può rallentare il sito[75]
- Cache disattivata
- Assenza di una Content Delivery Network (CDN)[76]

## Vulnerabilità
Molti problemi di sicurezza sono stati scoperti nel software, in particolare nel 2007, 2008 e 2015. Secondo Secunia, WordPress nell'aprile 2009 aveva sette avvisi di sicurezza senza patch (su 32 totali), con un punteggio massimo di "Less Critical". Secunia mantiene un elenco aggiornato delle vulnerabilità di WordPress.
Nel gennaio 2007, molti blog di alto profilo per l'ottimizzazione dei motori di ricerca (SEO), così come molti blog commerciali di basso profilo con AdSense, sono stati presi di mira e attaccati con un exploit di WordPress. Una vulnerabilità separata su uno dei server web del sito del progetto ha permesso a un utente malintenzionato di introdurre codice sfruttabile sotto forma di backdoor per alcuni download di WordPress 2.1.1. La versione 2.1.2 ha risolto questo problema; un avviso rilasciato in quel momento consigliava a tutti gli utenti di eseguire l'aggiornamento immediatamente.
Nel maggio 2007, uno studio ha rivelato che il 98% dei blog WordPress in esecuzione era sfruttabile perché erano in uso versioni obsolete e non supportate del software. In parte per mitigare questo problema, WordPress ha reso l'aggiornamento del software un processo automatizzato "con un clic" molto più semplice nella versione 2.7 (rilasciata nel dicembre 2008). Tuttavia, le impostazioni di sicurezza del file system richieste per abilitare il processo di aggiornamento possono rappresentare un rischio aggiuntivo.
In un'intervista del giugno 2007, Stefan Esser, il fondatore del PHP Security Response Team, ha parlato in modo critico del track record di sicurezza di WordPress, citando problemi con l'architettura dell'applicazione che hanno reso inutilmente difficile scrivere codice protetto dalle vulnerabilità di SQL injection, come così come altri problemi.
Nel giugno 2013 è stato rilevato che alcuni dei 50 plug-in di WordPress più scaricati erano vulnerabili agli attacchi web comuni come SQL injection e XSS. Un'ispezione separata dei primi 10 plugin di e-commerce ha mostrato che sette di loro erano vulnerabili.
Nel tentativo di promuovere una migliore sicurezza e di semplificare l'esperienza di aggiornamento in generale, in WordPress 3.7 sono stati introdotti aggiornamenti automatici in background.
Le singole installazioni di WordPress possono essere protette con plug-in di sicurezza che impediscono l'enumerazione degli utenti, nascondono risorse e contrastano i probe. Gli utenti possono anche proteggere le loro installazioni di WordPress adottando misure come mantenere aggiornate tutte le installazioni, temi e plug-in, utilizzando solo temi e plug-in affidabili, modificando il file .htaccess di configurazione del sito se supportato dal server web per prevenire molti tipi di attacchi SQL injection e bloccando l'accesso non autorizzato ai file sensibili. È particolarmente importante mantenere aggiornati i plug-in di WordPress perché potenziali hacker possono facilmente elencare tutti i plug-in utilizzati da un sito e quindi eseguire scansioni alla ricerca di eventuali vulnerabilità di tali plug-in. Se vengono rilevate vulnerabilità, possono essere sfruttate per consentire agli hacker, ad esempio, di caricare i propri file (come una web shell) che raccolgono informazioni sensibili.
Gli sviluppatori possono anche utilizzare strumenti per analizzare potenziali vulnerabilità, tra cui WPScan, WordPress Auditor e WordPress Sploit Framework sviluppato da 0pc0deFR. Questi tipi di strumenti ricercano le vulnerabilità note, come CSRF, LFI, RFI, XSS, SQL injection e l'enumerazione degli utenti. Tuttavia, non tutte le vulnerabilità possono essere rilevate dagli strumenti, quindi è consigliabile controllare il codice di plugin, temi e altri componenti aggiuntivi di altri sviluppatori.
Nel marzo 2015, è stato segnalato da molti esperti di sicurezza e SEO, tra cui Search Engine Land, che un plug-in SEO per WordPress chiamato Yoast, utilizzato da oltre 14 milioni di utenti in tutto il mondo, ha una vulnerabilità che può gli hacker a fare una Blind SQL injection. Per risolvere il problema, è stato introdotto una versione più recente (1.7.4) dello stesso plug-in.
Nel gennaio 2017, i revisori della sicurezza di Sucuri hanno identificato una vulnerabilità nell'API REST di WordPress che consentirebbe a qualsiasi utente non autenticato di modificare qualsiasi articolo o pagina all'interno di un sito con WordPress 4.7 o versioni successive. I revisori hanno informato silenziosamente gli sviluppatori di WordPress ed entro sei giorni WordPress ha rilasciato una patch ad alta priorità alla versione 4.7.2, che ha risolto il problema. 
L'avviso di fingerprinting di Canvas viene in genere fornito da Tor Browser per i siti web basati su WordPress.
A partire da WordPress 5.2, il requisito minimo per la versione PHP è PHP 5.6, che è stato rilasciato il 28 agosto 2014, e che non è stato supportato dal gruppo PHP e non ha ricevuto alcuna patch di sicurezza dal 31 dicembre 2018. Pertanto, WordPress consiglia di utilizzare PHP versione 7.3 o successiva.
In assenza di modifiche specifiche al codice di formattazione predefinito, i siti web basati su WordPress utilizzano l'elemento Canvas per rilevare se il browser è in grado di eseguire correttamente il rendering delle emoji. Poiché Tor Browser attualmente non discrimina tra questo uso legittimo dell'API Canvas e il tentativo di eseguire il fingerprinting, avverte che il sito web sta tentando di "estrarre i dati dell'immagine di Canvas HTML5". Gli sforzi in corso cercano soluzioni alternative per rassicurare i sostenitori della privacy pur mantenendo la capacità di verificare la corretta capacità di rendering delle emoji.

### Attacchi hacker
Sebbene esistano plugin per aumentare la sicurezza, potrebbero verificarsi:
- Backdoor: metodo per eludere la procedura d'accesso al server del sito web[96]
- SQL injection o SQLi: un hacker può inserire istruzioni SQL dannose nel sito ottenendo potenzialmente l’accesso a dati sensibili presenti nel database o distruggendo questi dati
- Pharma hack: l'hacker distribuisce pubblicità farmaceutiche ai visitatori attraverso link incorporati e anchor text sulle pagine del sito di un altro utente[97]
- Redirect dannosi: l'hacker può nascondere degli script sul sito di un altro utente e renderizzare i visitatori da altre parti[98]
- Download drive-by: l'hacker può inserire degli script sul sito di un altro utente per fare in modo che i visitatori scarichino software a loro insaputa[99]
- Cross-site scripting (XSS):[100] permette a un cracker di inserire o eseguire codice lato client al fine di attuare un insieme variegato di attacchi quali, ad esempio, raccolta, manipolazione e reindirizzamento di informazioni riservate, visualizzazione e modifica di dati presenti sui server, alterazione del comportamento dinamico delle pagine web, ecc.
- File Inclusion: Local File Inclusion (LFI) consente a un utente malintenzionato di includere file su un server tramite il browser web[101]. Remote File Inclusion, o RFI, nell'ambito della sicurezza informatica indica una vulnerabilità che affligge i servizi web con uno scarso controllo delle variabili arrivate da un utente, in particolare le variabili GET e POST del PHP.
- Il Cross-site request forgery, abbreviato CSRF o anche XSRF, è una vulnerabilità a cui sono esposti i siti web dinamici quando sono progettati per ricevere richieste da un client senza meccanismi per controllare se la richiesta sia stata inviata intenzionalmente oppure no.
- Esecuzione di codice in modalità remota: ottenere l'accesso a un account con privilegi riservati almeno al livelloauthor su un sito di destinazione per eseguire codice PHP arbitrario sul server sottostante, portando a un'acquisizione remota completa[102].
- Privilege Escalation: l'escalation dei privilegi si verifica quando a un utente con privilegi amministrativi inferiori vengono concessi privilegi più elevati[103].
- Clickjacking: tecnica dannosa che induce gli utenti a fare clic su qualcosa di diverso da quello che si aspettano[104].

## Sviluppo e supporto

### Sviluppatori chiave
Matt Mullenweg e Mike Little sono stati co-fondatori del progetto. Gli sviluppatori principali sono Helen Hou-Sandí, Dion Hulse, Mark Jaquith, Matt Mullenweg, Andrew Ozz e Andrew Nacin.
WordPress è sviluppato anche dalla sua comunità, inclusi i tester WP, un gruppo di volontari che testano ogni versione. Hanno accesso anticipato a "build notturne", versioni "beta" e candidate "release". Gli errori sono documentati in una mailing list speciale o nello strumento Trac del progetto.
Sebbene in gran parte sviluppato dalla comunità che lo circonda, WordPress è strettamente associato ad Automattic, la società fondata da Matt Mullenweg. Il 9 settembre 2010 Automattic ha consegnato il marchio WordPress alla nuova WordPress Foundation, un'organizzazione che supporta WordPress.org (inclusi il software e gli archivi per plugin e temi), bbPress e BuddyPress.

### Sviluppatore WordCamp e conferenze utente
I WordCamp sono conferenze casuali e organizzate localmente che coprono tutto ciò che riguarda WordPress. Il primo di questi eventi è stato il WordCamp 2006 nell'agosto 2006 a San Francisco, che è durato un giorno e ha avuto oltre 500 partecipanti. Il primo WordCamp fuori San Francisco si è tenuto a Pechino nel settembre 2007. Da allora ci sono stati oltre 1.022 WordCamp in oltre 75 città in 65 paesi diversi in tutto il mondo. WordCamp San Francisco 2014 è stata l'ultima conferenza annuale ufficiale degli sviluppatori e utenti di WordPress che si è svolta a San Francisco, essendo stata ora sostituita con WordCamp US. Lanciati per la prima volta nel 2013 come WordCamp Europe, i WordCamp regionali in altre regioni geografiche si svolgono con l'obiettivo di mettere in contatto persone che non sono già attive nelle loro comunità locali e ispirare i partecipanti ad avviare comunità di utenti nelle loro città. Nel 2019 la regione nordica aveva il proprio WordCamp Nordic. Il primo WordCamp Asia si sarebbe dovuto tenere nel 2020, ma fu annullato a causa della pandemia COVID-19.

### Supporto
Il sito web di supporto principale di WordPress è WordPress.org. Questo sito web di supporto ospita sia WordPress Codex, il manuale online per WordPress e un repository vivente per le informazioni e la documentazione di WordPress, sia i forum di WordPress, una comunità online attiva di utenti di WordPress.

## Premi
- Vincitore del premio "Best of open source software: Collaboration" di InfoWorld, assegnato nel 2008[120].
- Vincitore degli Open Source CMS Awards "Overall Best Open Source CMS", assegnato nel 2009[121].
- Vincitore della "Hall of Fame CMS category in the 2010 Open Source" di digitalsynergy, premiato nel 2010[122].
- Vincitore del "Bossie award for Best Open Source Software" di InfoWorld, assegnato nel 2011[123].
- WordPress ha una valutazione sulla privacy a cinque stelle dalla Electronic Frontier Foundation[124].